# Linner See
Der Linner See ist ein 15 Hektar großer See zwischen Wissingen und Linne (Gemeinde Bissendorf) im Landkreis Osnabrück in Niedersachsen.
Der See ist durch eine Halbinsel von der Ostseite aus in einen kleineren Nord- und einen größeren Südteil gegliedert.
An der nordwestlichen Ecke des Sees fließt die Wierau vorbei.
Der See wird als Angelgewässer genutzt. Die maximale Ausdehnung beträgt etwa 540 m mal 920 m. Der See ist komplett eingezäunt, zum Teil mit Dornenhecken und durch Tore zusätzlich gesichert, sodass er weder für Spaziergänger oder Radler noch für Badende nutzbar ist. Mehrfach wird darauf hingewiesen, dass das Areal dem Niedersächsisch-Westfälischen Anglerverein gehört und das Betreten des Ufer(wege)s verboten ist. Auch die Anfahrtswege sind durch Verbotsschilder gekennzeichnet oder durch Weidezäune der Bauern versperrt, sodass ein Blick auf den See legal nicht möglich ist.